# Brevet (statut militaire)
Pour les articles homonymes, voir Brevet (homonymie).

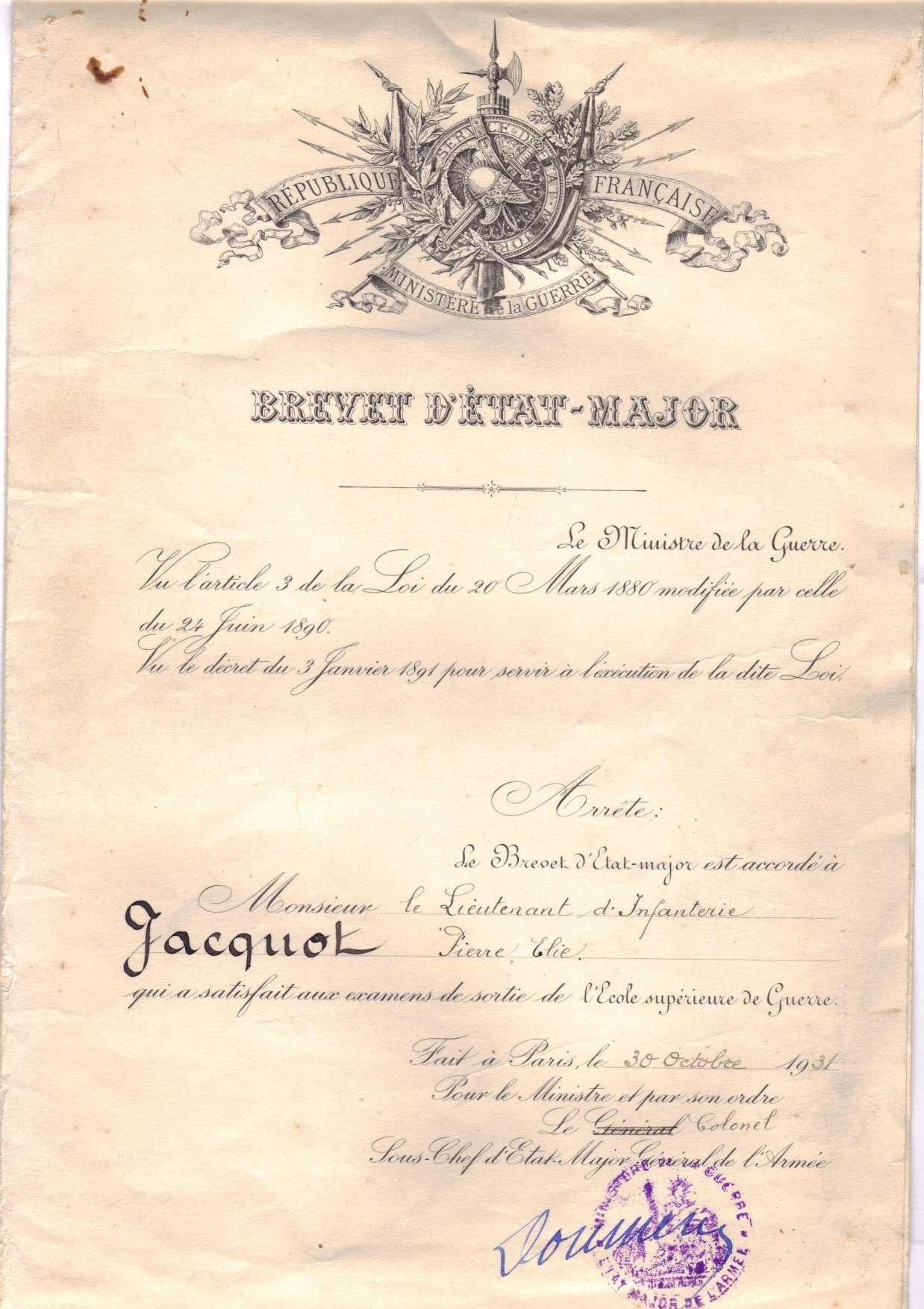
Brevet d'Etat Major obtenu à la sortie de l'Ecole Supérieure de la Guerre par le Lieutenant Pierre Elie Jacquot en 1931.

Dans les armées américaine et britannique, le brevet désignait une garantie écrite (warrant) autorisant un officier à occuper temporairement un grade plus élevé dans le cadre d'une mission, mais en général sans recevoir la paie de ce grade temporaire. Le brevet pouvait aussi être la reconnaissance d'actes de bravoure.
Contrairement à l'acception française (selon laquelle un "breveté" est un "titulaire d'un titre ou d'un diplôme garanti par l'état") le brevet anglo-saxon signifiait que le bénéficiaire était promu pour faire temporairement fonction de -  ou à titre honorifique, après des actes de courage. Un brevet general était donc un général de rang inférieur par rapport à un full rank general, et un officier des Volontaires était vu comme de rang inférieur à un officier de la Regular Army. 
Cette promotion est notée dans le titre de l'officer, comme Brevet Major General Joshua L. Chamberlain.
Le brevet ne doit pas être confondu avec le badge qui est une décoration militaire remise à l'occasion d'une formation ou d'une action particulière. 

## Allemagne
Dans l'armée et la marine prussiennes et allemandes, il était possible de conférer aux officiers un grade de Charakter qui était, à bien des égards, similaire à un grade de brevet. Par exemple, un Oberst pouvait recevoir le Charakter als Generalmajor. Très souvent, les officiers allemands étaient promus au grade Charakter supérieur le jour de leur départ à la retraite.

## Espagne
Au XIXe siècle, il n'était pas rare de distinguer l'empleo ("employé"), le grade permanent, et la graduación ("grade"), le grade honorifique, le grade breveté. Dans le règlement sur les grades de 1884 (qui, avec quelques modifications mineures, était en vigueur pendant la guerre hispano-américaine), des étoiles indiquaient le grade, tandis que le poste réel était indiqué par un lacet d'or sur les manchettes.
Comme les deux situations coïncidaient dans la pratique, le système a été abandonné en 1908, ne laissant que le système des étoiles pour indiquer le grade. Néanmoins, pendant la guerre civile espagnole, le système a été réactivé par les nationalistes en raison du manque d'officiers qualifiés dû à l'élargissement de l'armée. Les officiers brevetés (appelés habilitados ou estampillados) portaient leur grade réel sur les manchettes, mais leur brevet était inscrit sur un écusson rectangulaire noir sur la poitrine gauche de leur manteau ou de leur chemise.

## États-Unis
Au XIXe siècle, les brevets étaient extrêmement courants. Les nouveaux officiers recevaient leur brevet jusqu'à ce que leur place soit disponible. De plus, des officiers pouvaient être "brevetés" pour des missions importantes ou pour leur courage. Traditionnellement, on donnait au "breveté" son insigne, mais pas sa paie ou son autorité. 
À la fin de la guerre de Sécession presque tous les officiers supérieurs nordistes furent promus (et même à titre posthume) au rang supérieur avec un brevet. Il était même possible qu'un officier ait plusieurs rangs différents simultanément.
Le brevet, source de plaintes et de contestations multiples, fut supprimé, pour être remplacé par des honneurs et décorations divers.

## Royaume-Uni
Le flou provoqué par le brevet dans les relations entre officiers au moment critique a été souligné par le résultat catastrophique (pour les Britanniques) de la bataille d'Isandhlwana (22 janvier 1879) : Henry Pulleine (en), qui était sur place, n'était que brevet lieutenant colonel (capitaine faisant fonction de lieutenant-colonel), alors que Anthony Durnford, qui arrivait au camp avec des renforts, était, lui, full rank lieutenant colonel, brevet colonel. Un désastre majeur aurait pu probablement être évité si une meilleure coordination stratégique avait existé entre les deux officiers, et en particulier Durnford n'aurait peut-être pas établi sa ligne de défense si loin du camp (cf (en) Mike Snook (préf. David Keenan), How can man die better : the secrets of Isandlwana revealed, London Mechanicsburg, Pa, Greenhill Books Stackpole Books, 2005, 320 p. (ISBN 978-1-853-67656-7))...

## France
En France, l'équivalent du brevet est la promotion à titre temporaire (appelée dans l'argot militaire "bombardement" ou "zingage"). Visée à l'article L4134-2 du code de la défense, elle peut être octroyée à tout militaire amené à occuper une fonction particulière pendant un temps limité, soit en temps de guerre. Dans la pratique, le grade à titre temporaire est souvent conféré lorsqu'un militaire est amené à accomplir une mission dans un cadre international avec des homologues étrangers d'un rang supérieur. Le grade octroyé à titre provisoire ne peut être que le grade immédiatement supérieur au grade réel détenu. Il confère cependant tous les droits, avantages et prérogatives qui lui sont attachés. 
Charles de Gaulle a par exemple été promu Général de brigade à titre temporaire en 1940 lorsqu'il était commandant d'une division blindée.